# Priargunsky (huyện)
Huyện Priargunsky (tiếng Nga: ? райо́н) là một huyện hành chính tự quản (raion), của Vùng Zabaykalsky, Nga. Huyện có diện tích 4745 kilômét vuông, dân số thời điểm ngày 1 tháng 1 năm 2000 là 30800 người. Trung tâm của huyện đóng ở Priargunsk.